# Függöny (Agatha Christie)
A Függöny Agatha Christie utolsó előtti (az utolsó a Szunnyadó gyilkosság című Marple-kötet volt) megjelent regénye. Ugyan még 1940-ben, a második világháború alatt írta, de a jövőre gondolva a kiadás jogát lányának ajándékozta, és a kéziratot egy banki széfbe záratta, ahonnan 1975-ben az ő engedélyével vették ki. A regény keretbe zárja a Hercule Poirot belga mesterdetektív főszereplésével megjelent krimiket: helyszínével és Arthur Hastings több évtized utáni szerepeltetésével visszatér első művéhez, az A titokzatos stylesi esethez.

## Cselekménye
Poirot azzal a szándékkal érkezik a stylesi kastélyba, hogy leleplezze a titokzatos gyilkost, aki gyilkosságait mások útján követi el. Meghívja régi barátját, Arthur Hastings kapitányt, hogy legyen segítségére a következő gyilkosság megakadályozásában. A panzióvá átalakított kastélyban feszült a hangulat, a jelenlevők között számtalan konfliktus lappang. A panziót vezető férj és feleség közötti súrlódások még csak balesetet okoznak, de ezt követően az egyik vendég beteges felesége mérgezés áldozata lesz. Hastings maga is gyilkos gondolatokat forgat fejében, de Poirot megakadályozza tervének végrehajtásában. A következő áldozat az egyik jelentéktelen vendég, majd maga Poirot is meghal. A rejtélyre csak Poirot hátrahagyott jegyzetei alapján derül fény.

## Szereplők
- Hercule Poirot – a belga detektív
- Arthur Hastings kapitány – Poirot barátja
- Curtiss – Poirot inasa
- Dr. John Franklin – egy vegyész
- Barbara Franklin – a rokkant felesége
- Judith Hastings, Dr. Franklin asszisztense, Hastings lánya
- Craven nővér, Barbara ápolónője
- Sir William Boyd Carrington, egy volt indiai kormányzó
- Allerton őrnagy, egy szoknyavadász
- Stephen Norton, egy madármegfigyelő
- Toby Luttrell ezredes, Styles tulajdonosa
- Daisy Luttrell – a felesége
- Georges – Poirot korábbi inasa
- Elizabeth Cole

## Magyarul
- A titokzatos stylesi eset; ford. Dezsényi Katalin / Függöny. Poirot utolsó esete. Bűnügyi regények; ford. Gy. Horváth László; Európa, Bp., 1978

## Fogadtatása
Az olvasókat megdöbbentette Poirot halála, a The New York Times pedig – az újságírás történetében példa nélküli módon – az első oldalon nekrológot jelentetett meg a kitalált szereplőről.
A The Guardian kritikusa, Matthew Coady szerint a könyv egyidejűleg kuriózum és győzelem: Agatha Christie, akinek későbbi művei a hanyatlás jeleit mutatták, még egyszer a csúcson látható. A kritikus az év könyvének jelölte a regényt.